# Онсала
Онсала (на шведски: Onsala) е град в лен Халанд, Югозападна Швеция, община Кунгсбака. Разположен е на западния бряг на залива Кунгсбакафьорден в пролива Категат. Намира се на около 400 km на югозапад от столицата Стокхолм и на 40 km на юг от Гьотеборг. Населението на града е 12 363 жители, по приблизителна оценка от декември 2017 г.